# Yoon Ji-Su
Yoon Ji-Su (en coreano: 윤지수; Busan, 24 de enero de 1993) es una deportista surcoreana que compite en esgrima, especialista en la modalidad de sable.
Participó en dos Juegos Olímpicos de Verano en los años 2016 y 2024, obteniendo dos medallas, bronce en Tokio 2020 y plata en París 2024. Ganó cuatro medallas en el Campeonato Mundial de Esgrima entre los años 2017 y 2023.

## Palmarés internacional
| Juegos Olímpicos   | Juegos Olímpicos   | Juegos Olímpicos  | Juegos Olímpicos  |
| Año                | Lugar              | Medalla           | Prueba            |
| ------------------ | ------------------ | ----------------- | ----------------- |
| 2020               | Tokio (Japón)      | Medalla de bronce | Sable por equipos |
| 2024               | París (Francia)    | Medalla de plata  | Sable por equipos |
| Campeonato Mundial |                    |                   |                   |
| Año                | Lugar              | Medalla           | Prueba            |
| 2017               | Leipzig (Alemania) | Medalla de plata  | Sable por equipos |
| 2018               | Wuxi (China)       | Medalla de bronce | Sable por equipos |
| 2019               | Budapest (Hungría) | Medalla de bronce | Sable por equipos |
| 2023               | Milán (Italia)     | Medalla de bronce | Sable por equipos |